# Cuenta atrás (novela)
Minutes to Burn (Cuenta Atrás) es una novela de 2001 escrita por Gregg Hurwitz y publicada en España por Ediciones B que se encuadra dentro del tecno-thriller y está ambientada casi en su totalidad en las Islas Galápagos.

## Resumen
En un mundo distópico azotado por violentos terremotos un pelotón de soldados estadounidenses reciben la orden de acompañar a un científico a las Islas Galápagos. Dichas islas son ideales para colocar dispositivos de medición que puedan dar una alerta temprana de temblores sísmicos.
Antes de ir al archipiélago deben hacer escala en Ecuador, donde les roban las armas, pero dado que las islas no son un lugar conflictivo deciden seguir con su misión.
Una vez en Galápagos se desplazan en barca a la pequeña isla donde se hacen las mediciones. Nada más desembarcar hay un violente temblor, uno de los científicos muere aplastado y la barca se pierde. Más tarde descubren que el campamento científico está abandonado y la única familia que queda en la pequeña isla les habla del ataque de una extraña criatura.
La tropa sigue con su misión hasta que la soldado Cameron encuentra una enorme larva de un metro de largo de una especie desconocida.
La larva parece vegetariana e inofensiva, pero entonces encuentran el nido de donde salió, una ooteca que parece corresponder a una especie de mantis religiosa gigantesca.

## Personajes
- Cameron Kates: es la protagonista principal, una soldado vocacional que disfruta del orden y la disciplina.
- Derek Mitchell: el líder del pelotón, se reincorpora después de estar un periodo en excedencia. Está traumatizado por la pérdida de su hija pequeña y desarrolla una extraña relación con la larva.
- Szabla: la segunda al mando, mujer afroamericana de fuerte carácter que se da cuenta de que Derek no está en sus cabales.
- Savage: un veterano soldado que, ha diferencia del resto del pelotón, tiene experiencia sobre la guerra en la selva.
- Rex: geólogo brillante pero bastante egocéntrico que ve la posibilidad de predecir los terremotos colocando unos sensores sobre las rocas del archipiélago.
- Diego: naturalista que lucha contra las especies invasoras del archipiélago y que se une a la misión. Se opone a matar a las larvas al considerarlas unos especímenes únicos que hay que estudiar.
- Justin: enfermero del pelotón y la pareja de Cameron. Es el gracioso del grupo y parece tomárselo todo a broma.
- Samantha: virologa que se comunica por radio con el pelotón. Descubre que un peligroso virus se ha liberado del lecho marino y ha infectado a la mantis religiosa.

## Relación con la realidad
La novela describe con detalle la flora y fauna de las Islas Galápagos, pero está ambientada en la ficticia isla de Sangre de Dios. Antes de llegar a ella los protagonistas recogen a Diego en la Estación Científica Charles Darwin.
El título de la novela "Minutes to Burn" se refiere a los carteles que hay en el mundo alterado donde está ambientada y que avisan de los minutos que se puede estar expuesto al sol antes de quemarse la piel debido a la destrucción de la capa de ozono.
Una parte de la novela describe como los virus pueden mutar para infectar a diferentes especies.